# COVID-19 в Индии
Первые случаи заражения коронавирусной инфекцией COVID-19 в Индии были зафиксированы 30 января 2020 года в Триссуре, штат Керала.
24 марта 2020 года премьер-министр Индии Нарендра Моди объявил в стране общенациональный карантин сроком на 21 день, под действие которого попало более 1,3 млрд жителей страны. 14 апреля 2020 года Моди продлил общенациональный карантин до 3 мая. К середине мая 2020 года, когда число заболевших преодолело отметку в 1 лакх (100 тысяч человек), примерно половина случаев приходилась на пять мегаполисов — Мумбаи, Дели, Ахмадабад, Ченнаи и Пуну. Рост числа заболевших достиг пика в сентябре 2020 года, после чего начал снижаться. Вторая волна эпидемии весной 2021 года — после снятия карантинных ограничений и на фоне проведения религиозных праздников, как Кумбха Мела, привлекающих миллионы паломников — стала намного более тяжёлой, чем первая; к концу апреля Индия заняла второе место в мире после США по общему числу случаев заражения. По состоянию на 1 мая 2021 года, по официальным данным, в Индии коронавирусной инфекцией COVID-19 инфицировано 3 268 710 человек. Общее число подтверждённых случаев в Индии составило 19,2 миллиона, из которых, по официальным данным, выздоровело 15,7 млн человек и умерло 211 853 человек.
Начальные темпы распространения COVID-19 в Индии, согласно официальным данным, были существенно ниже, чем в большинстве других стран: по состоянию по состоянию на 19 марта 1 заболевший в Индии заражал 1,7 человек, тогда как в соседнем Китае этот коэффициент составлял 2,14, в Италии — 2,34, а в Иране — 2,73. Возможными объяснениями этого факта могут быть климатические условия Индии или вовремя проведённые карантинные мероприятия. Как весной 2020, так и весной 2021 года эксперты полагали, что реальное количество инфицированных в Индии сильно превышает официальные данные из-за малого количества проводимых тестов.

## Хронология
В конце января 2020 г. в штате Керала было выявлено трое заболевших COVID-19. Все трое были студентами, недавно вернувшимися из китайского города Ухань.
Резкий рост заболеваемости в Индии начался в марте. Случаи заболевания были зарегистрированы по всей стране, в основном они были связаны с людьми, вернувшимися из других стран. К 10 марта общее число заразившихся в стране достигло 50. 12 марта был зарегистрирован первый в Индии случай смерти заболевшего COVID-19: в штате Карнатака умер 76-летний мужчина, вернувшийся из Саудовской Аравии.
К 15 марта число заболевших в Индии превысило отметку в 100 человек. К 24 марта заболевших в Индии стало больше 500, а 28 марта — больше 1000 человек.
В марте одним из очагов распространения инфекции в Индии стала мечеть Низамуддин Марказ в Южном Дели, где в начале марта прошло религиозное собрание с участием более чем 1800 человек, из которых 281 были иностранными гражданами, включая граждан Индонезии, Великобритании и Франции. К 31 марта у примерно 300 человек из них появились симптомы респираторного заболевания; как минимум, у 24 человек из них был подтверждён диагноз COVID-19. Только в штате Тамилнад было выявлено 50 заболевших, все из которых посещали религиозное собрание в Дели.

## Реакция

### Панические покупки
На фоне распространения информации о COVID-19 и вводимых карантинных мероприятиях в индийских городах наблюдались панические покупки в продуктовых магазинах.
20 марта, на следующий день после обращения премьер-министра Индии Нарендра Моди к нации, розничные магазины Индии зафиксировали двухкратный рост продаж.
21 марта индийская служба доставки Grofers отметила рост онлайн-заказов во всех штатах Индии, включая заказы продуктов питания, средств для дезинфекции и личной гигиены.
На фоне ажиотажного спроса на продукты питания премьер-министр Нарендра Моди заверил граждан, что еды в стране достаточно и призвал не поддаваться паническим покупкам.

### Побеги из-под карантина
В прессе появлялась информация о побегах людей с подозрением на COVID-19 из-под домашнего карантина или больниц. В отношении подобных лиц составляются заявления в полицию, проводятся розыскные мероприятия.

### Дезинформация и дискриминация
В Индии получил широкое распространение «вирусный» слух о том, что инфицироваться COVID-19 могут только люди, которые едят мясо. Это породило тренд в индийском твиттере с хэштегом «#NoMeat_NoCoronaVirus». Для сдерживания этих слухов и предотвращения снижения продаж продукции животного происхождения ряд представителей птицеводческих компаний, а также государственных деятелей провели «куриную и яичную мелу» (ярмарку) в Хайдарабаде. На ней представители отрасли и индийские государственные деятели ели яйца и куриные бёдра. Посетители также могли бесплатно поесть жареную курицу и яйца.
Некоторые индийские политики заявляли, что коровья моча и навоз могут «вылечить» от коронавирусной инфекции. Представитель ВОЗ опроверг эти предубеждения и раскритиковал политиков, распространяющих дезинформацию.
В феврале и марте появились данные о притеснениях людей из Северо-Восточной Индии (граничащей с Тибетом и Мьянмой) в городах Ченнаи, Пуна и Хайдарабад на расистской почве с связи со вспышкой COVID-19. Студенты колледжа Кикори Мали Делийского университета, Института социальных наук Таты в Мумбаи и других учебных заведений страны также жаловались на расистские притеснения, поводом для которых стало распространение коронавирусной инфекции.
Жители деревни Корауна (Korauna) в округе Ситапур (штат Уттар-Прадеш) жаловались на дискриминацию, связанную со сходством названия деревни и вируса.

## Статистика

### Количество тестов
Источник данных: MoHFW